# Il codice dei Wooster
Il codice dei Wooster (titolo orig. The Code of the Woosters) è un romanzo umoristico di P. G. Wodehouse, pubblicato nel 1938, prima a puntate su giornali e poi lo stesso anno in volume. Terzo romanzo completo con protagonisti Bertie Wooster e il suo cameriere Jeeves, presenta Sir Watkyn Bassett, il proprietario di una casa di campagna chiamata Totleigh Towers, dove si svolge la storia, e il suo intimidatorio amico Roderick Spode. Seguito di "Alla buon'ora Jeeves!", prosegue la storia dell'amico di Bertie, Gussie Fink-Nottle, appassionato di tritoni, e della sua sentimentale fidanzata, Madeline Bassett.

## Storia editoriale
The Code of the Woosters fu scritto a Le Touquet, la località francese nella quale viveva Wodehouse. Il romanzo avrebbe dovuto essere intitolato The Silver Cow (La vacca d'argento), ma subì modifiche nel titolo e nell'intreccio in seguito alle osservazioni di Erd Brandt, un redattore della rivista statunitense The Saturday Evening Post. Apparve dapprima a puntate sul Saturday Evening Post dal 16 luglio al 3 settembre 1938,  illustrato da Wallace Morgan, e sul quotidiano britannico Daily Mail dal 14 settembre al 6 ottobre 1938. 
Il volume fu pubblicato negli Stati Uniti da Doubleday e nel Regno Unito da Herbert G. Jenkins il 7 ottobre 1938. 

## Trama
La storia si apre con Bertie Wooster, l'io narrante, ancora stordito dopo la festa di addio al celibato svoltasi la sera precedente in onore di Gussie Fink-Nottle, fidanzato di Madeline, figlia unica di Sir Watkyn Bassett, CBE. Bertie viene incaricato da sua zia Dahlia di recarsi da un antiquario di Brompton Road, dal quale suo marito Tom deve acquistare una lattiera d'argento da collezione a forma di vacca, e di criticare negativamente l'oggetto affinché lo zio possa offrire più tardi un prezzo inferiore a quello richiesto. Poco dopo Bertie riceve un telegramma dallo stesso Gussie («è un mio amico, con la faccia da pesce lesso, che raggiunta la maggior età si era seppellito in campagna per dedicarsi anima e corpo allo studio delle salamandre») il quale lo avverte di aver rotto con Madeline. La notizia spaventa Bertie il quale, essendo stato fidanzato con Madeline, teme che, rotto il fidanzamento con Gussie, la ragazza voglia sposare lui; i timori nascono dal fatto che, sebbene sia «innegabile che Madeline abbia un aspetto attraente, [...] ed è ben fornita di tutti gli attributi e di una chioma d'oro, [...] nello sguardo di lei aleggia qualcosa di melenso, un'allusione sottile che prelude al bamboleggiamento. È questo che mi fa gelare il sangue».
Pur consapevole dei rischi, per tener fede al codice etico dei Wooster ("Mai piantare in asso un amico"), Bertie decide di recarsi a Totleigh Towers, la vasta residenza di campagna dei Basset, dove è ospite Gussie. Bertie si reca a Totleigh Towers anche per tentare di recuperare la lattiera che avrebbe dovuto acquistare lo zio Tom Travers e che Sir Watkyn Bassett, anch'egli collezionista rivale, gli ha soffiato. In cambio della lattiera Sir Tom è disposto a cedere a Sir Watkyn Anatole, lo straordinario cuoco francese al servizio dei Travers,  «l'artista senza pari». Sir Watkyn diffida tuttavia di Bertie, che ritiene un volgare ladro, e prega il suo amico Roderick Spode, un rozzo e violento energumeno, di sorvegliarlo. A Totleigh Towers la situazione è complicata ulteriormente dalla presenza di Stiffy Byng, una nipote di Sir Watkyn la quale desidera sposare il reverendo Harold Pinker, amico di Bertie, e vincere l'opposizione dello stesso Sir Watkyn al matrimonio. L'ingarbugliata vicenda sarà risolta grazie a Jeeves, il valletto di Bertie.

## Personaggi
Bertie Woosterl'io narrante; giovin signore tollerante, consapevole della superiorità intellettuale di Jeeves, fedele alle amicizie, allergico al matrimonio, ma ligio a un codice etico-cavalleresco che gli impedisce di smentire una giovane donna che affermi di essere l'oggetto del suo amore
Jeevesimpassibile e geniale valletto di Bertie Wooster; desidera fare una crociera intorno al mondo
Augustus (Gussie) Fink-Nottlefidanzato con Madeline Bassett; studioso di salamandre; di solito è timido, ma in questo romanzo Jeeves gli ha dato suggerimenti per aumentare l'autostima
Madeline Bassettfiglia di Sir Watkyn; giovane molto graziosa, ma melensa; fidanzata con Gussie e amata in segreto di Roderick Spode; ex fidanzata di Bertie Wooster
Sir Watkyn Bassett, C.B.E.magistrato in pensione; quando era in attività multò fra gli altri Bertie; collezionista di oggetti antichi in argento, e quindi rivale di Tom Travers; vedovo, fidanzato con la signora Wintergreen, zia di Spode; risiede a Totleigh Towers con la figlia Madeline e la nipote "Stiffy"
Dahlia Traverszia preferita di Bertie, moglie di Tom Travers, estroversa e impulsiva, dotata di una voce reboante, dirige la rivista femminile Il Boudoir di Milady alla quale ha collaborato anche Bertie
Seppingsmaggiordomo di zia Dahlia
Anatolesuperbo cuoco francese di zia Dahlia
Tom Traversmarito di Zia Dahlia, collezionista di oggetti antichi di argento, molto ricco, ma non ama molto spendere
Roderick Spodeaspirante dittatore fascista («è il fondatore e il capo dei Salvatori della Gran Bretagna, un'organizzazione fascista, meglio conosciuta come l'Associazione dei Calzoncini Neri. La sua idea, sempre che non gli spacchino la testa con una bottiglia in una delle frequenti risse in cui lui e i suoi seguaci rimangono volentieri coinvolti, è di diventare un Dittatore»); ama segretamente Madeline; disegna e vende biancheria intima da donna con lo pseudonimo Eulalie Soeurs
Stephanie (Stiffy) Byngvivace cugina di Madeline; è innamorata di Stinker
Mrs. Wintergreenvedova del colonnello H.H. Wintergreen, zia di Spode, fidanzata di Sir Watkyn Bassett
Rev. Harold P. Pinkeratletico curato di Totleigh-in-the-Wold; compagno di scuola di Bertie a Magdalen; soprannominato "Puzza"; innamorato di Stiffy Byng
Rev. Aubrey Upjohnpreside della scuola primaria frequentata a suo tempo da Bertie e da Harold Pinker
Eustace Oatespoliziotto di Totleigh-in-the-Wold
BartholomewAberdeen Terrier di Stiffy, è intransigente e aggressivo come «un pastore della Chiesa scozzese, fustigatore dei peccatori»
Butterfieldmaggiordomo di Sir Watkyn

## Critica

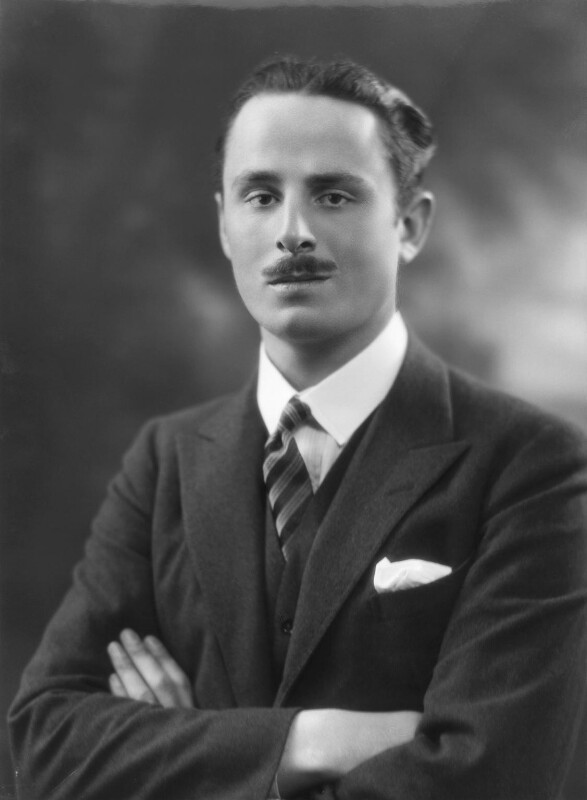
Oswald Mosley

Il codice dei Wooster è il terzo romanzo appartenente alla serie "Jeeves e Bertie" e si collega direttamente al secondo romanzo della serie, Alla buon'ora Jeeves!, che terminava con la riconciliazione di Gussie Fink-Nottle con la fidanzata Madeline Bassett. Lo schema da commedia romantica, simile a quello di Grazie, Jeeves, sarà ripetuto nei successivi romanzi della serie. Sebbene il romanzo sia senza tempo, sono presenti alcuni temi contemporanei al periodo della composizione (1937), fra i quali la diffusione dei movimenti fascisti; nel romanzo, il personaggio di Roderick Spode è ispirato al politico fascista Oswald Mosley, leader dell'Unione Britannica dei Fascisti.
Per il linguista Robert Anderson Hall, nelle opere di Wodehouse della serie "Jeeves e Bertie Wooster", la maggior fonte di ilarità e segno distintivo dello stile dell'autore è il linguaggio, in particolare il contrasto tra il registro linguistico del servitore (Jeeves) e quello del suo datore di lavoro (Bertie Wooster), a cui consegue talora quello che Kristin Thompson ha definito "translation device" ("dispositivo di traduzione"), ad esempio con il ricorso alla metalessi allorché Bertie ripete con un linguaggio colloquiale le affermazioni di Jeeves quasi volesse tradurre per i presenti ciò che è stato espresso poco prima in una lingua straniera o quanto meno in modo poco comprensibile.
Il romanzo ebbe immediato successo di critica sui periodici dell'epoca; e più recentemente, in un articolo del 2013 su The Guardian, Charlotte Jones testimonia il fascino duraturo del romanzo negli stessi termini, identificando l'attrattività di Wodehouse nel linguaggio e nella qualità della scrittura, più che nell'intreccio o nell'ambientazione.

## Edizioni

### In lingua inglese
- The Code of the Woosters, London, Herbert Jenkins, 1938.
- The Code of the Woosters, New York, Doubleday, 1938.
- The Code of the Woosters, Introduction by Joe Keenan, London, Penguin Books, 2001, ISBN 014118597X.

### Traduzioni italiane
- Jeeves non si smentisce: Romanzo, collana I Romanzi della palma n.124, traduzione di Alberto Tedeschi, illustrazioni di Giordano Giovannetti, Milano-Verona, A. Mondadori, 1939,  pp. 108. - Collana Il girasole. Biblioteca Economica n.52, Mondadori, 1956; Collana I libri del pavone n.296, Mondadori, 1962; Introduzione di Franco Cavallone, Collana Oscar n.440, Mondadori, 1973. [esaurito]
- Il codice dei Wooster, collana Grande Universale Mursia (GUM) n.119, traduzione di Mary Buckwell Gislon, Presentazione di Oreste Del Buono, Milano, Mursia, 1989, ISBN 88-425-0414-9. - Collana I libri di Wodehouse, Mursia, 2022, ISBN 88-42-564-84-2.
- Il codice dei Wooster, collana I Jeeves n.3, traduzione di Giovanni Viganò, Milano, Polillo, 2005, ISBN 88-8154-224-2.[3]
- Il codice dei Wooster, collana La memoria, traduzione di Beatrice Masini, con uno scritto di Jonathan Coe, Palermo, Sellerio, 2025,  pp. 300, ISBN 978-88-389-4886-2.